# محمد الباردي
محمد رجب الباردي (17 فبراير 1947 - 31 أغسطس 2017) هو أكاديمي وروائي وناقد تونسي. توزّعت كتاباته بين الرواية والنقد الأدبي.

## مسيرته
وُلد محمد الباردي سنة 1947 بقابس حيث زاول تعليمه الابتدائي والثانوي. تحصل على الإجازة في اللغة والآداب العربية سنة 1970، وعلى شهادة الكفاءة في البحث سنة 1972، ثم دكتوراه الدولة في الأدب المقارن سنة 1983.
بدأ مسيرته الأدبية بكتابة القصة القصيرة، قبل أن ينشر روايته الأولى (مدينة الشموس الدافئة) عام 1980. كان ينشر بشكل مستمر في دوريات مثل «الفكر»، و«مسار»، و«قصص» وغيرها. كما أسّس سنة 1992 «مركز الرواية العربية بقابس».

## أعماله
روايات
- 1980: مدينة الشموس الدافئة
- 1981: الملاح والسفينة
- 1992: قمح أفريقيا، دار الحوار للنشر والتوزيع
- 1997: على نار هادئة، ضحى للنشر، (ردمك 9938825117)
- 1997: حوش خريف
- 1998: جارتي تسحب ستارتها، دار الآداب للنشر والتوزيع
- 2003: الكرنفال، دار سحر للنشر، (ردمك 9973281284)
- 2010: حنّة، سيرة ذاتية روائية، مركز الرواية العربية، (ردمك 9973053036)
- 2012: تقرير إلى عزيز أو سيرة مدينة
- 2014: ديوان المواجع، ضحى للنشر، (ردمك 9938825184)
- 2017: شارع مارسيليا، ضحى للنشر، (ردمك 9938825273)

كتابات نقدية
- 1933: الرواية العربيّة والحداثة، دار الحوار للنشر والتوزيع، (ردمك 9938825273)
- 1993: شخص المثقف في الرواية العربيّة المعاصرة، الدار التونسية للنشر، (ردمك 997312250X)
- 1996: في نظرية الرواية، سراس للنشر
- 2004: سحر الحكاية: المروي والراوي والميتاروائي في أعمال إلياس خوري، مركز الرواية العربية، (ردمك 9973515307)
- 2004: إنشائية الخطاب في الرواية العربيّة المعاصرة، مركز النشر الجامعي، (ردمك 9973371771)
- 2005: عندما تتكلم الذات: السيرة الذاتية في الأدب العربي الحديث، منشورات اتحاد الكتاب العرب، دمشق، (ردمك 9973005953)
- 2008: حنا مينه: كاتب الكفاح والفرح، دار كنعان للنشر، سوريا
- 2015: التحولات السردية: الحداثة وما بعدها، دار الحوار للنشر والتوزيع، (ردمك 9933477757)
- 2015: تأملات في الرواية التونسيّة، ضحى للنشر، (ردمك 9938825249)

## جوائز
تُوّج بجائزة الكومار الذهبي عن رواية «الكرنفال» عام 2005، وعن رواية «ديوان المواجع» عام 2014.